# Пантуфу
Панту́фу (порт. Pantufo) — місто в окрузі Агуа-Гранде (Сан-Томе і Принсіпі). Воно знаходиться 5 кілометрах від столиці держави Сан-Томе. Разом зі столицею традиційно завжди вважалося тільки міським поселенням .
Населення 2 169 осіб (2005), в 2000 році воно становило 1 929 осіб.

## Спорт
У місті виступають футбольні команди Альянса Насьйонал і УДЕСКАІ.